# 플로레스해

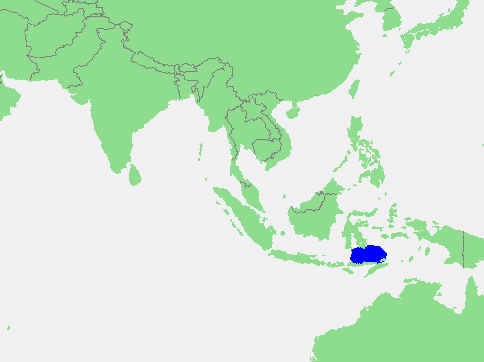
플로레스 해의 위치

플로레스해(인도네시아어: Laut Flores, 영어: Flores Sea)는 인도네시아의 바다이다. 서쪽으로 발리해, 북서쪽으로 자와해, 북동쪽과 동쪽으로 반다해와 연결된다. 남쪽으로는 인도양과 사우해과 섬들을 경계로 나뉜다. 해수면 면적은 240,000km2이다.
소순다 열도와 술라웨시섬과 맞닿아 있다.